# Promiscuité enzymatique
La promiscuité enzymatique est la capacité, pour une enzyme, de catalyser fortuitement une réaction chimique distincte de celle principalement catalysée par cette enzyme. Les enzymes sont des catalyseurs particulièrement spécifiques, capables de discriminer de façon très précise entre différents substrats structurellement très proches. Néanmoins, il arrive fréquemment qu'elles soient capables de catalyser d'autres réactions que celles pour lesquelles elles se montrent les plus actives. Ces réactions, dites « de promiscuité », se produisent généralement plus lentement que la réaction principale et sont neutres du point de vue de la sélection naturelle. Elles sont cependant susceptibles d'être sélectionnées sous l'effet de conditions nouvelles qui leur confèrent un intérêt évolutif, et de devenir ainsi l'activité principale d'une nouvelle enzyme. C'est par exemple le cas de l'atrazine chlorohydrolase (EC 3.8.1.8) de Pseudomonas souche ADP, qui a évolué à partir de la mélamine désaminase (EC 3.5.4.n3), laquelle présente une très faible activité de promiscuité envers l'atrazine, une triazine synthétique utilisée comme herbicide.

## Occurrence naturelle
Les enzymes sont sélectionnées par l'évolution afin de catalyser une réaction précise à partir de substrats particuliers avec une efficacité catalytique kcat / KM élevée, où kcat représente la constante catalytique ou turnover number (TON), et KM la constante de Michaelis. Cependant, elles peuvent également catalyser d'autres réactions, qui ne sont pas sélectionnées et n'interviennent pas dans la compétitivité de l'organisme, avec une efficacité catalytique inférieure de plusieurs ordres de grandeur. Ce phénomène permet l'émergence de nouvelles fonctionnalités physiologiques lorsque de telles activités enzymatiques de promiscuité confèrent, à la suite d'un changement des conditions dans lesquelles l'organisme évolue, un avantage sélectif nouveau.
La promiscuité enzymatique est un phénomène très répandu. Elle a ainsi fait l'objet d'une étude systématique en vue de déterminer sa distribution parmi les enzymes d'E. coli : 21 des 104 knockouts testés (de la collection Keio) ont pu être sauvés par la surexpression de protéines d'E. coli sauvage (à partir de plasmides de la collection ASKA), illustrant la polyvalence des activités de promiscuité disponibles dans ce pool de gènes. On range en huit catégories les mécanismes par lesquels les cadres de lecture sauvages peuvent secourir les gènes knockout : surexpression d'isoenzymes (homologues), ambiguïté de substrat, ambiguïté de transport (élimination), promiscuité catalytique, maintenance des flux métaboliques (y compris la surexpression de la grande sous-unité d'une synthase en l'absence de la sous-unité amine transférase de cette dernière), contournement de voie métabolique, effets régulateurs, et mécanismes inconnus. De la même façon, la surexpression de cet ensemble de gènes a permis à E. coli d'acquérir, par amplification de réactions de promiscuité opportunes, un surcroît de résistance à 86 des 237 environnements toxiques auxquels la bactérie a été soumise.
Les enzymes homologues sont connues pour parfois présenter entre elles des réactions de promiscuité correspondant à la réaction principale de certaines d'entre elles. Cette promiscuité croisée a été intensivement étudiée au sein de la famille des phosphatases alcalines, qui catalysent l'hydrolyse de liaisons ester de sulfate, de phosphonate, de diphosphate ou de triphosphate de plusieurs composés.

## Degré de promiscuité
L'évolution des enzymes résulte à la fois d'un compromis entre leur stabilité et leur efficacité catalytique d'une part, et entre leur spécificité et leur plasticité évolutive d'autre part. Ces deux derniers traits déterminent à quel point une enzyme est généraliste (susceptible de d'évoluer par développement d'une activité de promiscuité importante, mais au prix d'une activité principale moins optimisée) ou spécialisée (très optimisée pour son activité principale, mais à faible potentiel évolutif en raison de trop faibles réactions de promiscuité). C'est par exemple le cas des enzymes des métabolismes primaire et secondaire chez les plantes. D'autres facteurs sont susceptibles d'entrer en jeu. Ainsi, la glycérophosphodiestérase d’Enterobacter aerogenes présente des valeurs différentes pour ses activités de promiscuité en fonction des ions métalliques qui se lient à elle. Dans certains cas, la réaction de promiscuité peut se trouver amplifiée à la suite d'une mutation qui accroît l'affinité du site catalytique secondaire ; elles peuvent également se trouver réduites à la suite d'une série de mutations.
Les études sur des enzymes à spécificité large, propriété conceptuellement proche de la promiscuité enzymatique, comme la trypsine et la chymotrypsine des mammifères et l'enzyme bifonctionnelle isopropylmalate isomérase/homoaconitase de Pyrococcus horikoshii (en), ont montré que l'élasticité catalytique de l'enzyme résulte largement de la mobilité des motifs structuraux du site actif,.

## Évolution des enzymes à partir d'activités de promiscuité

### Duplication et divergence
Il existe plusieurs modèles permettant de prédire le degré de duplication et de spécialisation des enzymes, mais le processus réel est davantage imbriqué et aléatoire que ces modèles le laissent penser. La duplication des gènes qui encodent une enzyme peut ainsi conduire à accroître la concentration en cette enzyme, ce qui augmente également la vitesse catalytique de la réaction de promiscuité, qui s'en trouve amplifiée. Une enzyme peut également évoluer en développant l'efficacité d'une réaction secondaire tout en préservant l'essentiel de l'efficacité de sa réaction principale.

### Émergence de fonctionnalités par sélection d'activités de promiscuité
L'étude de trois hydrolases distinctes — la sérum paraoxonase (en) humaine (PON1), la phosphotriestérase de Pseudomonadales (PTE) et l'anhydrase carbonique II (en) humaine (CAII) — a montré que leur activité enzymatique principale est demeurée « robuste » par rapport à l'évolution de chacune d'elles, tandis que leur activité de promiscuité s'est avérée davantage « plastique ». Cela signifie que l'évolution de ces enzymes ne réduit pas significativement l'efficacité de leur activité enzymatique principale, soumise à la pression de la sélection naturelle, tandis qu'elle peut en revanche fortement affecter l'efficacité de leur activité enzymatique secondaire, laquelle ne résulte pas d'une sélection naturelle.
C'est ainsi qu'on a pu observer en laboratoire l'évolution d'une phosphotriestérase (PTE) de Pseudomonas diminuta en arylestérase (en) — passage d'une hydrolase P–O en hydrolase C–O — après 18 étapes de sélection et accroissement de la sélectivité (rapport des KM) d'environ 109 ; l'essentiel du gain en performance de la fonction arylestérase sélectionnée a été réalisé lors des premières étapes avec préservation de l'activité PTE, tandis que les étapes suivantes ont optimisé l'activité arylestérase aux dépens de l'activité PTE vestigiale. Cette expérience montre avant tout que, lorsqu'elle évolue sous la pression de la sélection, une enzyme spécialisée (monofonctionnelle) passe par un stade plus généraliste (multifonctionnel) avant de redevenir spécialisée dans une autre fonction catalytique ; cette expérience montre également que l'activité de promiscuité d'une enzyme tend à une plus grande plasticité que son activité principale.

### Reconstruction d'enzymes ancestrales
L'exemple le plus récent et le plus clair de sélection d'enzymes par l'évolution est l'émergence au cours des 60 dernières années d'enzymes de bioremédiation. En raison du petit nombre de résidus d'acides aminés modifiés au cours de ce processus, celui-ci fournit un excellent sujet d'étude pour la modélisation de l'évolution naturelle des enzymes. Cependant, les recherchées fondées sur les enzymes actuelles en vue de déterminer comment ont évolué les familles d'enzymes présentent l'inconvénient d'ignorer la nature de l'enzyme ancestrale avant la divergence des gènes dont sont issues d'une part les enzymes issues d'un processus de sélection et, d'autre part, l'ensemble d'enzymes paralogues naturelles avec lequel les premières sont comparées. Ce problème peut être résolu par les méthodes de reconstruction de séquence ancestrale (en). Proposée en 1963 par Linus Pauling et Émile Zuckerkandl, cette méthode consiste à déduire la séquence d'un gène à partir de la forme ancestrale d'un ensemble de gènes. Elle a été remise au devant de l'actualité à la faveur de l'amélioration des techniques d'analyse et du développement de méthodes de synthèse de gènes artificiels à bas coût, ce qui a permis d'étudier plusieurs enzymes ancestrales, parfois appelées « enzymes souches » (stemzymes en anglais) par certains auteurs. Les résultats obtenus à partir d'enzymes reconstruites suggèrent que la succession des événements conduisant à l'émergence d'une fonction enzymatique nouvelle et à la divergence des gènes n'est pas aussi claire que les modèles théoriques d'évolution génétique pouvaient le laisser penser.

### Variations de spécificité des enzymes ancestrales
Une étude a montré que le gène ancestral de la famille de peptidases du système immunitaire des mammifères produisait une enzyme à la spécificité plus large et à l'efficacité catalytique accrue par rapport aux familles actuelles de paralogues, tandis qu'une autre étude a révélé que le récepteur des stéroïdes ancestral des vertébrés était un récepteur des œstrogènes ayant également une légère affinité pour d'autres hormones stéroïdiennes, ce qui signifie que ces dernières n'étaient probablement pas synthétisées à cette époque.
La variabilité de la spécificité des enzymes ancestrales n'a pas seulement été observée entre gènes différents : elle existe également au sein d'une même famille de gènes. Ainsi, une étude a permis de reconstruire toutes les enzymes ancestrales des α-glucosidases fongiques, dont les substrats peuvent se classer en type maltose (saccharose, maltulose, maltotriose, turanose et maltose) et type isomaltose (palatinose et isomaltose ). La particularité de ces enzymes est qu'il semble impossible d'en optimiser l'efficacité catalytique pour ces deux types de substrats en même temps. L'étude a montré que le dernier ancêtre commun de ces paralogues était actif essentiellement sur les substrats de type maltose, avec seulement une très faible activité envers les substrats de type isomaltose, mais a donné naissance à plusieurs lignées dont l'orientation vers l'un ou l'autre type de substrat semble avoir évolué de manière non linéaire et parfois fluctuante.